# Vụ sát hại Harambe
Harambe là một con khỉ đột ở Vườn thú và bách thảo Cincinnati. Vào ngày 28 tháng 5 năm 2016, một cậu bé khoảng 3 tuổi tên Isaiah trèo vào chuồng khỉ đột ở sở thú và bị Harambe 17 năm tuổi tóm và kéo đi. Lo sợ cho tính mạng của cậu bé, một nhân viên sở thú đã bắn chết Harambe. Sự việc này được ghi lại trên video và lan truyền lên các dịch vụ tin tức trên khắp thế giới. Đã có rất nhiều tranh cãi về quyết định sát hại Harambe.

## Bối cảnh
Những hình ảnh của sự việc này được ghi lại bằng điện thoại của một khách tham quan vườn thú. Trong đoạn video, Harambe dường như như đã tìm cách giúp đỡ Isaiah. Cá thể này nâng cậu bé dậy và kéo quần lên cho cậu. Tuy nhiên, khi đám đông la hét ngày càng to, Harambe đã quăng cậu bé vào góc hào nước trước khi đứng chắn trước mặt cậu. Những nhân chứng cho biết con khỉ đột không tỏ ra hung dữ đối với cậu bé. Tiếng kêu của đám đông được cho là nguyên nhân khiến Harambe bị kích động và nắm lấy chân, lôi Isaiah qua vùng nước và ra khỏi hào về chỗ ở của mình. Chỉ vài giây sau, Harambe bị bắn chết.

## Hậu quả
Một số nhà linh trưởng học và nhà bảo tồn cho rằng vườn thú không có lựa chọn nào khác trong hoàn cảnh này và "họ đã làm điều đúng đắn". Harambe bị sát hại chỉ một ngày sau sinh nhật lần thứ 17. Cậu bé trong sự việc được chẩn đoán chấn thương và đưa đến bệnh viện nhi, sau đó các bác sĩ kết luận vết thương của cậu không nguy hiểm đến tính mạng.
Mẹ của cậu bé cũng trở thành nạn nhân của những vụ quấy rối trên mạng và phương tiện truyền thông. Vào ngày 6 tháng 6 năm 2016, công tố viên bang Ohio cho biết người mẹ sẽ không phải đối mặt với bất kỳ cáo buộc nào về hành vi sai trái. Vườn thú từng bị điều tra bởi USDA và Hiệp hội Vườn thú và Thủy cung (AZA), nơi đặt ra các tiêu chuẩn cho vườn thú.
Các chuyên gia về động vật linh trưởng như Jack Hanna và Jane Goodall đã lên tiếng bảo vệ hành động sát hại Harambe của sở thú. Tiến sĩ Emily Bethell, chuyên gia về khỉ kiêm giảng viên môn Hành vi của loài linh trưởng ở Đại học Liverpool John Moores đưa ra kết luận ngôn ngữ cơ thể của con khỉ đột chỉ ra cá thể này không có ý định gây nguy hiểm cho Isaiah. Tác giả Amy Joyce – biên tập viên mục “Làm cha mẹ” của tờ The Washington Post lại có một quan điểm khác và hàm ý rằng người mẹ cũng là nạn nhân trong sự việc.

## Harambe
Harambe, một con khỉ đột đất thấp phía Tây, sinh ra tại Vườn thú Gladys Porter ở Brownsville, Texas vào ngày 27 tháng 5 năm 1999. Cá thể này được đặt tên bởi Dan Van Coppenolle, một tham vấn viên địa phương, sau khi ông giành chiến thắng trong cuộc thi đặt tên do sở thú tài trợ. Ông nghĩ ra cái tên này sau khi nghe bài hát năm 1998 "Harambe (Working Together for Freedom)" của Rita Marley, góa phụ ca sĩ Bob Marley. Năm 2002, mẹ của Harambe là khỉ đột Kayla chết do ngạt khí cùng với cá thể con một tuổi Makoko tại vườn thú Gladys Porter ở Brownsville, Texas.

## Văn hóa đại chúng
Công ty Public Policy Polling đã đưa Harambe vào cuộc bỏ phiếu của họ cho cuộc bầu cử tổng thống Hoa Kỳ 2016. Kết quả, Harambe nhận được 5% ủng hộ vào cuối tháng 7 năm 2016 (vượt qua ứng cử viên Đảng Xanh Hoa Kỳ Jill Stein) và đạt 2% vào tháng 8 năm 2016 (đồng hạng với Stein).